# Європа націй і свобод
Європа націй і свобод (англ. Europe of Nations and Freedom, нім. Europa der Nationen und der Freiheit, фр. Europe des nations et des libertés) — колишня ультраправа націоналістична фракція Європейського парламенту, що існувала з 15 червня 2015 до 13 червня 2019 року.

## Історія
Після виборів до Європейського парламенту 22-25 травня 2014 року націоналістичні та інші вкрай праві партії, що представляють «Європейський альянс за свободу», мали намір створити власну фракцію в Європарламенті нового скликання. Попередньою спробою сформувати украй праву фракцію в Європейському парламенті стала група «Ідентичність, традиція, суверенітет», яка розпалася зі скандалом менше ніж через рік після створення 2007 року.
28 травня 2014 року на пресконференції у Брюсселі було оголошено, що Марін Ле Пен від французького «Національного фронту», Герт Вілдерс від нідерландської «Партії свободи» і Маттео Сальвіні від італійської «Ліги Півночі» ведуть переговори про коаліцію для утворення фракції. 24 червня стало відомо про нездатність політиків задовольнити критерії, необхідні для формування фракції: мінімальна кількість депутатів для створення фракції — 25, вони повинні представляти не менше 7 країн-членів ЄС. Тому європарламентарі від правих партій не приєдналися до жодної фракції, ставши незалежними депутатами. Пізніше 2014 року багато вкрай правих партій, включно з «Національним фронтом» і «Лігою півночі», вийшли з «Європейського альянсу за свободу» і утворили (без участі «Партії свободи» з Нідерландів) нову європейську політичну партію "Рух за Європу націй і свобод.
15 червня 2015 року Марін Ле Пен оголосила про запуск наступного дня нової фракції Європарламенту, до якої увійдуть «Національний фронт», «Партія свободи», «Ліга півночі», «Австрійська партія свободи», «Фламандський інтерес», «Конгрес нових правих» і Дженіс Еткінсон, що вийшла з «Партії незалежності Сполученого королівства». Створення групи стало можливим після двох відставок великих і суперечливих фігур украй правого спектру. По-перше, виключення Жан-Марі Ле Пена з «Національного фронту» переконало євродепутата від Великої Британії ввійти до фракції. По-друге, відхід Януша Корвін-Мікке з «Конгресу нових правих» дав новий імпульс для переговорів про приєднання двох євродепутатів цієї партії, що залишилися, до фракції. Раніше Вілдерс і Ле Пен були супротивниками співпраці з «Конгресом» через занадто радикальні погляди Корвін-Мікке. У групі «Народного фронту» в Європейському парламенті один із депутатів відмовився долучитися до коаліції, висловивши солідарність із колишнім лідером фронту Жан-Марі Ле Пеном, а інший депутат Емерік Шопрад під час підписання угоди був на Фіджі і приєднався до фракції пізніше.
Маючи 37 депутатів, фракція «Європа націй і свобод» була найменшою в Європейському парламенті.
13 червня 2019 року замінена групою Ідентичність і демократія у дев'ятому Європейському парламенті.

## Склад
До складу фракції на момент створення входили 6 партій, що об'єднували 35 євродепутатів, і один незалежний парламентар.
| Країна          | Політична партія                                                  | Депутати | Європейська партія |
| --------------- | ----------------------------------------------------------------- | -------- | ------------------ |
| Австрія         | Австрійська партія свободи (FPÖ) Freiheitliche Partei Österreichs | 4 / 18   | ЄАС/РЄНС           |
| Бельгія         | Фламандський інтерес Vlaams Belang                                | 1 / 21   | ЄАС/РЄНС           |
| Велика Британія | незалежний (обрана від UKIP)                                      | 1 / 73   | Немає              |
| Італія          | Ліга Півночі Lega Nord                                            | 5 / 73   | ЄАС/РЄНС           |
| Нідерланди      | Партія свободи (PVV) Partij voor de Vrijheid                      | 3 / 26   | ЄАС                |
| Польща          | Конгрес нових правих (KNP) Kongres Nowej Prawicy                  | 2 / 51   | Немає              |
| Франція         | Національний фронт (FN) Front National                            | 20 / 74  | ЄАС/РЄНС           |